# 히시카리정
히시카리정(일본어: 菱刈町)은 일본 가고시마현의 북부에 있던 정이다. 2008년 11월 1일에  오쿠치시와 합병해 이사시가 되었다.

## 지리
가고시마현 북부의 내륙에 위치한다. 가고시마현이지만 내륙 분지이기 때문에 특히 겨울에는 기온이 영하로 떨어지고 강설량도 많다.

## 역사
- 1889년 4월 1일 - 정촌제 시행에 의해 히사카리촌이 성립하였다.
- 1940년 4월 29일 - 정으로 승격해 히사카리정이 되었다.
- 2008년 11월 1일 - 오쿠치시와 합병해 이사시가 되어 소멸하였다.

## 교통

### 도로
- 국도 268호선

## 참고 문헌
- 角川日本地名大辞典編纂委員会,『角川日本地名大辞典 鹿児島県』1983, 角川書店